# Futbolen Klub Arda Kărdžali
Il Futbolen Klub Arda Kărdžali (in bulgaro Футболен клуб Арда Кърджали?), meglio noto come Arda Kărdžali, è una società calcistica bulgara con sede nella città di Kărdžali. Milita nella Părva liga, la massima serie del campionato bulgaro di calcio.
Prende il nome dal fiume Arda, un affluente del Marista. Lo stadio dell'Arda è l'Arena Arda a Kardzhali, che ha una capacità di 15.000 spettatori. Nella stagione 2018-2019 ha ottenuto la sua prima promozione tramite la vittoria dei play-off, nella massima serie bulgara.

## Storia
Il Futbolen Klub Arda Kărdžali fu fondato il 13 ottobre 1924 a Kărdžali come ramo calcistico di un club sportivo cittadino, fondato il 10 agosto di quell'anno, il Rodopski Sokol. A fine anni 50' ha raggiunto i quarti di finale della Coppa di Bulgaria, l'Arda dopo quella stagione militerà sempre tra il secondo e terzo livello del calcio bulgaro. Nel 2013 il club fallì a causa di problemi finanziari. Nel 2016 l'Arda ottenne la promozione nella terza serie bulgara.

### Nuova proprietà
Nel 2017 il club è stato acquistato dalla società di costruzioni stradali bulgara PSI Gruoup, nella stagione 2018-2019 raggiunge il 3º posto, consentendo al club di partecipare agli spareggi promozione contro il Septemvri Sofia, la partita è stata giocata allo stadio Lokomotiv di Plovdiv. L'Arda vinse per 0-1, risultato che consentì al club di ottenere la sua prima storica promozione nella massima serie bulgara.
La partita d'esordio del Arda nella massima serie bulgara è stata con il Botev Plovdiv, la prima vittoria nella sua storia nella massima serie arriva alla terza giornata contro il Beroe per 3-1 al'Arena Arda. La stagione per il club di Kardzhali procede con alti e bassi ma alla fine si rivela buona, si conclude con la permanenza nella massima serie, grazie alla vittoria contro il Botev Vrasta. 
La stagione 2020-2021 è iniziata con un pareggio per 3-3 contro il Montana. La stagione procede con buoni risultati, con l'Arda sempre nelle prime posizioni di classifica. Da sottolineare il cammino in Coppa di Bulgaria, dove al primo turno elimina lo Spartak Varna, agli ottavi l'Etrar Veliko Tarnovo, ai quarti il Cska 1948, in semifinale elimina lo Slavia Sofia (Vincendo la partita di ritorno per 0-1), raggiungendo per la prima volta della sua storia la finale di Coppa di Bulgaria, dove affronterà il Cska Sofia.

## Palmarès

### Competizioni nazionali
- Campionato bulgaro di terza divisione: 1

2017-2018
- Campionato bulgaro di quarta divisione: 1

2015-2016 (girone A)
- Coppa di Bulgaria Dilettanti: 1

2017-2018

### Altri piazzamenti
- Coppa di Bulgaria:

Finalista: 2020-2021
- Campionato bulgaro di seconda divisione:

Secondo posto: 1955-1956
Terzo posto: 1987-1988, 2018-2019

## Organico

### Rosa 2023-2024
Aggiornata al 6 febbraio 2024.
| N. |                           | Ruolo | Calciatore          |
| -- | ------------------------- | ----- | ------------------- |
| 1  | Bulgaria (bandiera)       | P     | Anatoli Gospodinov  |
| 2  | Bulgaria (bandiera)       | D     | Džunejt Ali         |
| 3  | Costa d'Avorio (bandiera) | D     | Oumar Sako          |
| 4  | Bulgaria (bandiera)       | D     | Milen Stoev         |
| 5  | Bulgaria (bandiera)       | D     | Petko Ganev         |
| 6  | Bulgaria (bandiera)       | D     | Plamen Kračunov     |
| 8  | Bulgaria (bandiera)       | D     | Milen Želev         |
| 9  | Bulgaria (bandiera)       | A     | Tonislav Jordanov   |
| 10 | Bulgaria (bandiera)       | A     | Svetoslav Kovačev   |
| 11 | Bulgaria (bandiera)       | D     | Aleksandăr Georgiev |
| 17 | Bulgaria (bandiera)       | A     | Ivan Kokonov        |

| N. |                       | Ruolo | Calciatore      |
| -- | --------------------- | ----- | --------------- |
| 18 | Mali (bandiera)       | A     | Lassana N'Diaye |
| 20 | Bulgaria (bandiera)   | D     | Dejan Lozev     |
| 21 | Mauritania (bandiera) | A     | El Mami Tetah   |
| 23 | Bulgaria (bandiera)   | P     | Mesut Jusuf     |
| 33 | Bulgaria (bandiera)   | A     | Ivan Tilev      |
| 36 | Bulgaria (bandiera)   | P     | Vasil Simeonov  |
| 70 | Bulgaria (bandiera)   | C     | Hristo Ivanov   |
| 77 | Bulgaria (bandiera)   | C     | Ilija Jurukov   |
| 80 | Bulgaria (bandiera)   | C     | Lăčezar Kotev   |
| 81 | Bulgaria (bandiera)   | D     | Atanas Zehirov  |
| 97 | Brasile (bandiera)    | A     | Júnior Palmares |

### Rosa 2022-2023
Aggiornata al 22 agosto 2022.
| N. |                           | Ruolo | Calciatore          |
| -- | ------------------------- | ----- | ------------------- |
| 1  | Bulgaria (bandiera)       | P     | Anatoli Gospodinov  |
| 2  | Bulgaria (bandiera)       | D     | Džunejt Ali         |
| 3  | Costa d'Avorio (bandiera) | D     | Oumar Sako          |
| 4  | Bulgaria (bandiera)       | D     | Milen Stoev         |
| 5  | Bulgaria (bandiera)       | D     | Petko Ganev         |
| 6  | Bulgaria (bandiera)       | D     | Plamen Kračunov     |
| 8  | Bulgaria (bandiera)       | D     | Milen Želev         |
| 9  | Bulgaria (bandiera)       | A     | Tonislav Jordanov   |
| 10 | Bulgaria (bandiera)       | A     | Svetoslav Kovačev   |
| 11 | Bulgaria (bandiera)       | D     | Aleksandăr Georgiev |
| 17 | Bulgaria (bandiera)       | A     | Ivan Kokonov        |
| 18 | Mali (bandiera)           | A     | Lassana N'Diaye     |

| N. |                       | Ruolo | Calciatore      |
| -- | --------------------- | ----- | --------------- |
| 20 | Bulgaria (bandiera)   | D     | Dejan Lozev     |
| 21 | Mauritania (bandiera) | A     | El Mami Tetah   |
| 23 | Bulgaria (bandiera)   | P     | Mesut Jusuf     |
| 24 | Bulgaria (bandiera)   | D     | Aleks Petkov    |
| 33 | Bulgaria (bandiera)   | A     | Ivan Tilev      |
| 36 | Bulgaria (bandiera)   | P     | Vasil Simeonov  |
| 70 | Bulgaria (bandiera)   | C     | Hristo Ivanov   |
| 77 | Bulgaria (bandiera)   | C     | Ilija Jurukov   |
| 80 | Bulgaria (bandiera)   | C     | Lăčezar Kotev   |
| 81 | Bulgaria (bandiera)   | D     | Atanas Zehirov  |
| 97 | Brasile (bandiera)    | A     | Júnior Palmares |

### Rosa 2021-2022
| N. |                     | Ruolo | Calciatore          |
| -- | ------------------- | ----- | ------------------- |
| 4  | Bulgaria (bandiera) | D     | Milen Stoev         |
| 7  | Bulgaria (bandiera) | C     | Hristo Ivanov       |
| 8  | Bulgaria (bandiera) | D     | Milen Želev         |
| 9  | Bulgaria (bandiera) | A     | Spas Delev          |
| 10 | Bulgaria (bandiera) | A     | Svetoslav Kovačev   |
| 11 | Bulgaria (bandiera) | D     | Aleksandăr Georgiev |
| 12 | Bulgaria (bandiera) | P     | Ivan Karadžov       |
| 17 | Bulgaria (bandiera) | A     | Ivan Kokonov        |
| 18 | Serbia (bandiera)   | D     | Slobodan Rubežić    |
| 18 | Bulgaria (bandiera) | A     | Georgi Atanasov     |
| 19 | Bulgaria (bandiera) | C     | Rumen Rumenov       |
| 23 | Bulgaria (bandiera) | P     | Mesut Jusuf         |

| N. |                     | Ruolo | Calciatore        |
| -- | ------------------- | ----- | ----------------- |
| 24 | Bulgaria (bandiera) | D     | Aleks Petkov      |
| 25 | Benin (bandiera)    | D     | David Kiki        |
| 33 | Bulgaria (bandiera) | A     | Ivan Tilev        |
| 36 | Bulgaria (bandiera) | P     | Vasil Simeonov    |
| 37 | Brasile (bandiera)  | A     | Juninho Piauiense |
| 71 | Bulgaria (bandiera) | D     | Plamen Krumov     |
| 77 | Bulgaria (bandiera) | C     | Ilija Jurukov     |
| 79 | Bulgaria (bandiera) | D     | Radoslav Uzunov   |
| 80 | Bulgaria (bandiera) | C     | Lăčezar Kotev     |
| 81 | Bulgaria (bandiera) | D     | Atanas Zehirov    |
| 98 | Bulgaria (bandiera) | A     | Tonislav Jordanov |

### Rosa 2020-2021
| N. |                     | Ruolo | Calciatore          |
| -- | ------------------- | ----- | ------------------- |
| 12 | Bulgaria (bandiera) | P     | Ivan Karadzhov      |
| 36 | Bulgaria (bandiera) | P     | Vasil Simeonov      |
| 22 | Grecia (bandiera)   | D     | Manolis Roussakis   |
| 4  | Bulgaria (bandiera) | D     | Milen Stoev         |
| 24 | Bulgaria (bandiera) | D     | Aleks Petkov        |
| 13 | Francia (bandiera)  | D     | Nicolas Taravel     |
| 5  | Bulgaria (bandiera) | D     | Petko Ganev         |
| 20 | Bulgaria (bandiera) | D     | Stoycho Atanasov    |
| 20 | Bulgaria (bandiera) | D     | Deyan Lozev         |
| 11 | Bulgaria (bandiera) | D     | Aleksandăr Georgiev |
| 21 | Bulgaria (bandiera) | D     | Martin Kostadinov   |
| 8  | Bulgaria (bandiera) | C     | Milen Zhelev        |
| 30 | Bulgaria (bandiera) | C     | Ventsislav Vasiliev |

| N. |                     | Ruolo | Calciatore        |
| -- | ------------------- | ----- | ----------------- |
| 27 | Bulgaria (bandiera) | C     | Emil Martinov     |
| 19 | Bulgaria (bandiera) | C     | Rumen Rumenov     |
| 80 | Bulgaria (bandiera) | C     | Lăčezar Kotev     |
| 17 | Bulgaria (bandiera) | C     | Ivan Kokonov      |
| 33 | Bulgaria (bandiera) | C     | Ivan Tilev        |
| 9  | Bulgaria (bandiera) | C     | Spas Delev        |
| 18 | Bulgaria (bandiera) | C     | Georgi Atanasov   |
| 37 | Brasile (bandiera)  | A     | Juninho Piauiense |
| 98 | Bulgaria (bandiera) | A     | Tonislav Yordanov |

### Rosa 2019-2020
| N. |                        | Ruolo | Calciatore          |
| -- | ---------------------- | ----- | ------------------- |
| 1  | Bulgaria (bandiera)    | P     | Ivan Karadžov       |
| 4  | Bulgaria (bandiera)    | C     | Milen Stoev         |
| 5  | Serbia (bandiera)      | D     | Zoran Gajić         |
| 6  | Inghilterra (bandiera) | D     | Connor Randall      |
| 7  | Bulgaria (bandiera)    | A     | Spas Delev          |
| 8  | Armenia (bandiera)     | C     | Rumyan Hovsepyan    |
| 10 | Bulgaria (bandiera)    | A     | Ahmed Osman         |
| 11 | Bulgaria (bandiera)    | A     | Aleksandăr Georgiev |
| 13 | Serbia (bandiera)      | P     | Jovan Lučić         |
| 15 | Brasile (bandiera)     | C     | Lucas Willian       |
| 17 | Bulgaria (bandiera)    | A     | Ivan Kokonov        |
| 19 | Bulgaria (bandiera)    | C     | Rumen Rumenov       |
| 20 | Bulgaria (bandiera)    | D     | Stojčo Atanasov     |

| N. |                        | Ruolo | Calciatore         |
| -- | ---------------------- | ----- | ------------------ |
| 21 | Bulgaria (bandiera)    | D     | Martin Kostadinov  |
| 22 | Bulgaria (bandiera)    | D     | Atanas Krastev     |
| 24 | Algeria (bandiera)     | D     | Ilias Hassani      |
| 25 | Brasile (bandiera)     | D     | Matheus Leoni      |
| 27 | Bulgaria (bandiera)    | C     | Emil Martinov      |
| 33 | Paesi Bassi (bandiera) | D     | Darren Sidoel      |
| 45 | Belgio (bandiera)      | A     | Elisha Sam         |
| 71 | Bulgaria (bandiera)    | D     | Plamen Krumov      |
| 77 | Bulgaria (bandiera)    | D     | Mihail Aleksandrov |
| 91 | Bulgaria (bandiera)    | P     | Nikolaj Bankov     |
| 98 | Bulgaria (bandiera)    | A     | Svetoslav Kovačev  |
| 99 | Bulgaria (bandiera)    | A     | Radoslav Vasilev   |